# Команда города Бобруйска
«Команда города Бобруйска» — советский футбольный клуб из Бобруйска, Белорусская ССР. Создан не позднее 1949 года. Последнее упоминание в 1961 году.

## Достижения
- В первой лиге — 15 место (в зональном турнире класса «Б» 1961 год).
- В кубке СССР — поражение в 1/32 финала (1949 год).